# Język namla
Język namla – prawie wymarły język papuaski z prowincji Papua w Indonezji, używany przez grupę ludności blisko granicy z Papuą-Nową Gwineą. Według danych z 2005 roku posługuje się nim 30 osób.
Publikacja Peta Bahasa podaje, że jego użytkownicy zamieszkują wieś Namla w dystrykcie Senggi (kabupaten Keerom). Oprócz tego jest używany we wsiach Tafanema i Dubu. W użyciu są także języki malajski papuaski i tofanma. Prawdopodobnie oba wywierają negatywny wpływ na jego żywotność.
Nie został dobrze opisany, dostępne są jedynie listy słownictwa. William A. Foley (2018) wskazał, że tofanma i namla tworzą małą rodzinę językową, nie stwierdzając związków zewnętrznych. Języki te nie dają się wyraźnie ulokować w ramach rodziny transnowogwinejskiej. Podobnie postąpili autorzy publikacji Glottolog (4.6), wyróżniając rodzinę namla-tofanma. Timothy Usher umieszcza oba języki w ramach grupy zachodniej rodziny języków pauwasi, wraz z afra i tebi-towe.
Nie wykształcił piśmiennictwa.